# Westminsterski ugovor
Westminsterski ugovor iz 1153. (poznat i kao Wallingfordski sporazum i kao Winchesterski ugovor) je bio mirovni sporazum kojim je zapravo okončan građanski rat u Engleskoj. Taj građanski rat je prouzročio spor između Matilde i njezinog rođaka kralja Stjepana za englesku krunu.
Ovaj je sporazum prisilio Stjepana pristati na to da ga na engleskom prijestolju naslijedi Matildin sin Henrik Anžuvinski, a sam Stjepan je dobio pravo biti vladar do smrti.
Stjepan je dao sagraditi protuutvrrde blizu Wallingforda radi napadanja Matildinoga pristaše Briena FitzCounta kod utvrde Wallingford. Henrik je napadao te protuutvrde te se očekivala bitka između njihovih snaga. Vilim d'Aubigny, 1. grof Arundela, uspješno je dokazao uzaludnost daljnjih sukoba. Privremeno primirje se postiglo na obalama rijeke Temze. Primirju su protivio Stjepanov sin Eustahije IV. Izgledno je da su se strane nakon iznenadne Eustahijeve smrti kolovoza 1153. sporazumjele i napisale sporazum u Winchesteru studenoga 1153., kojeg se kasnije potpisalo u Westminsteru. Sporazum je zahtijevao rušenje Stjepanovih protuutvrda.
Henrik II. je kasnije nagradio Wallingford za pomoć u borbi, davši 1155. ovom gradu kraljevsku povelju.

## Vanjske poveznice
- Wallingford History Gateway  Arhivirana inačica izvorne stranice od 15. studenoga 2011. (Wayback Machine)